# 오이도
오이도(烏耳島)는 경기도 서해안 해변에 있는 지역으로, 경기도 시흥시 정왕동에 위치해 있다.

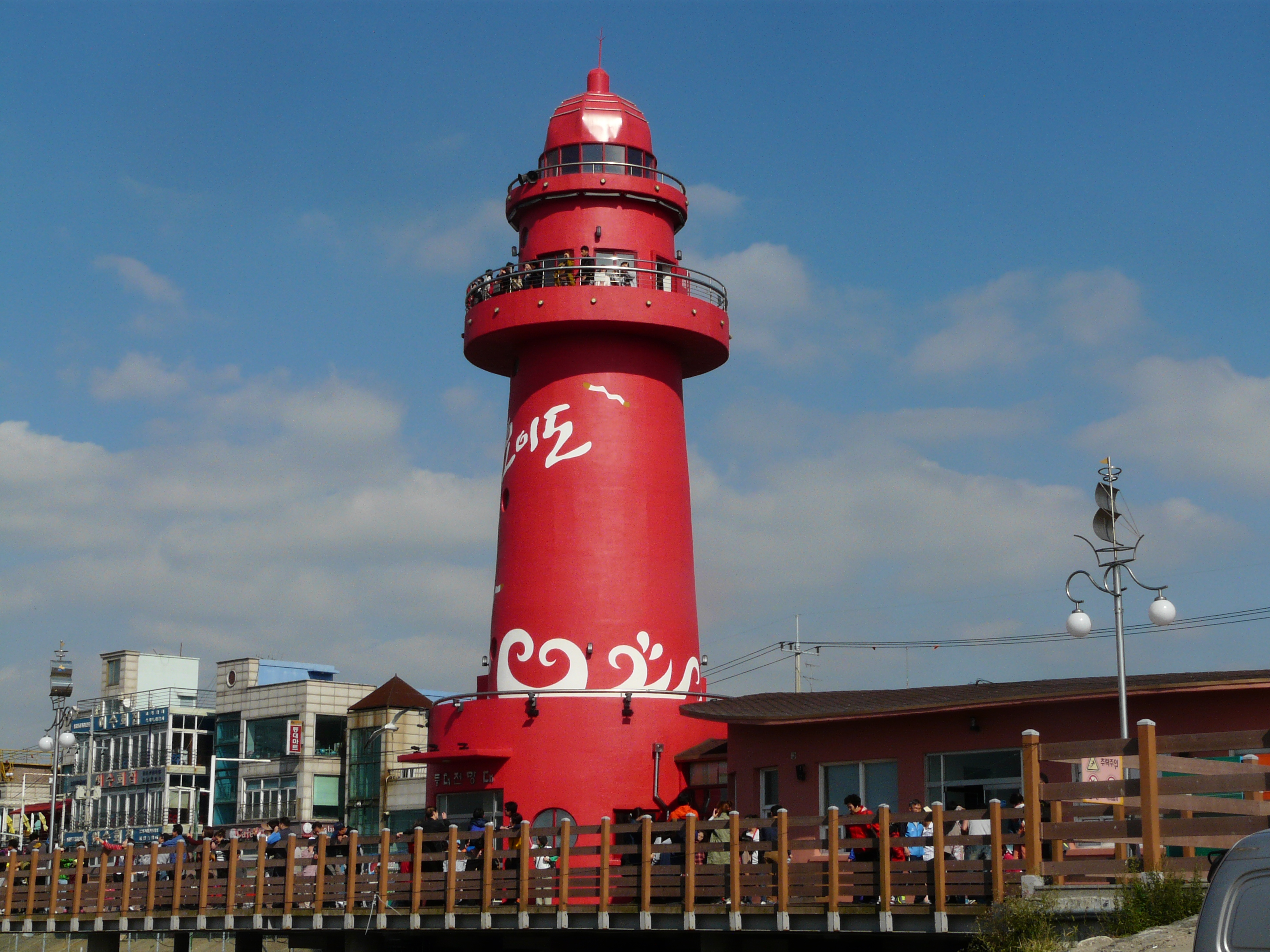
오이도 빨강등대

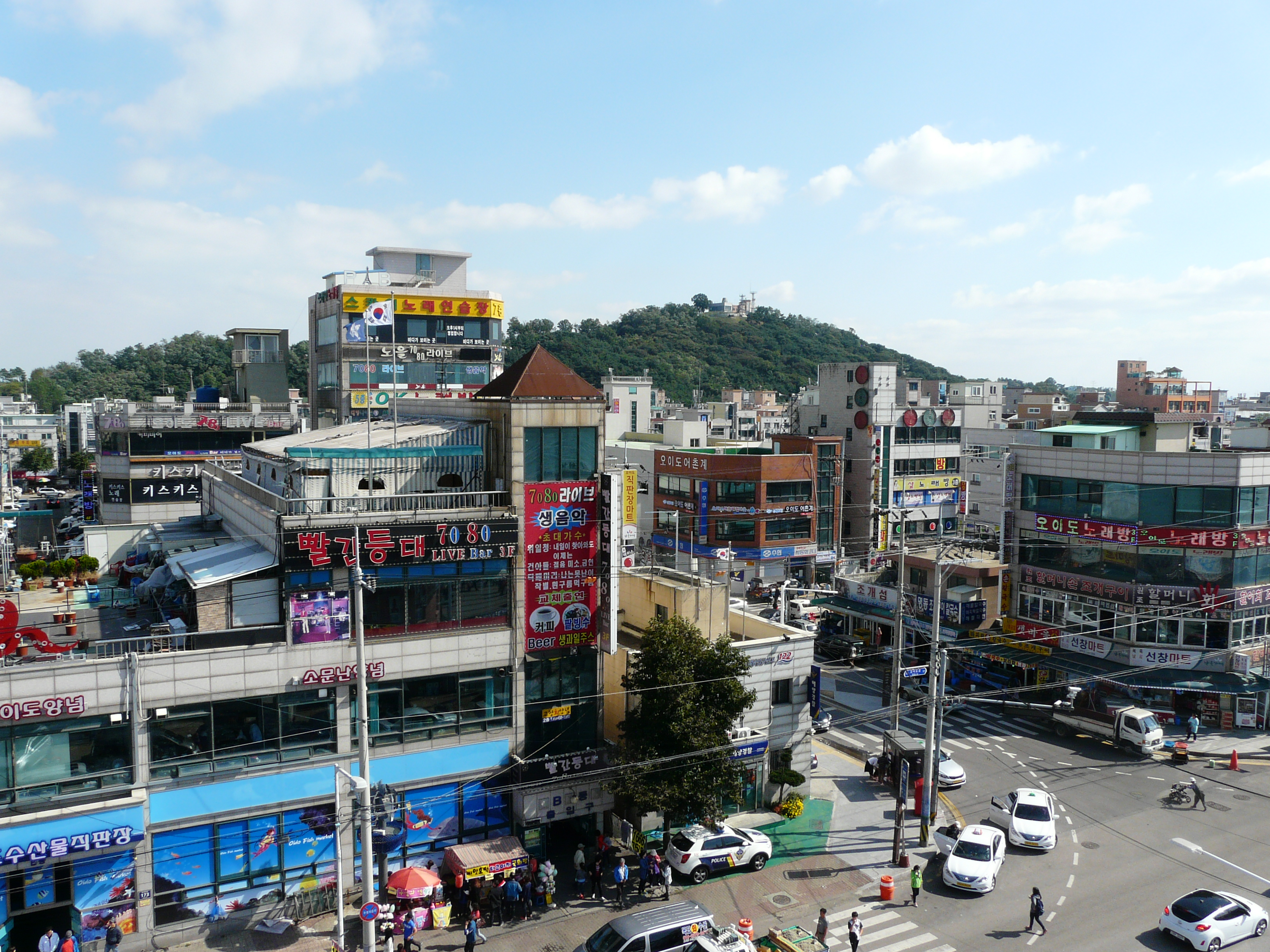
오이도 빨강등대에서 바라본 오이도 해양단지

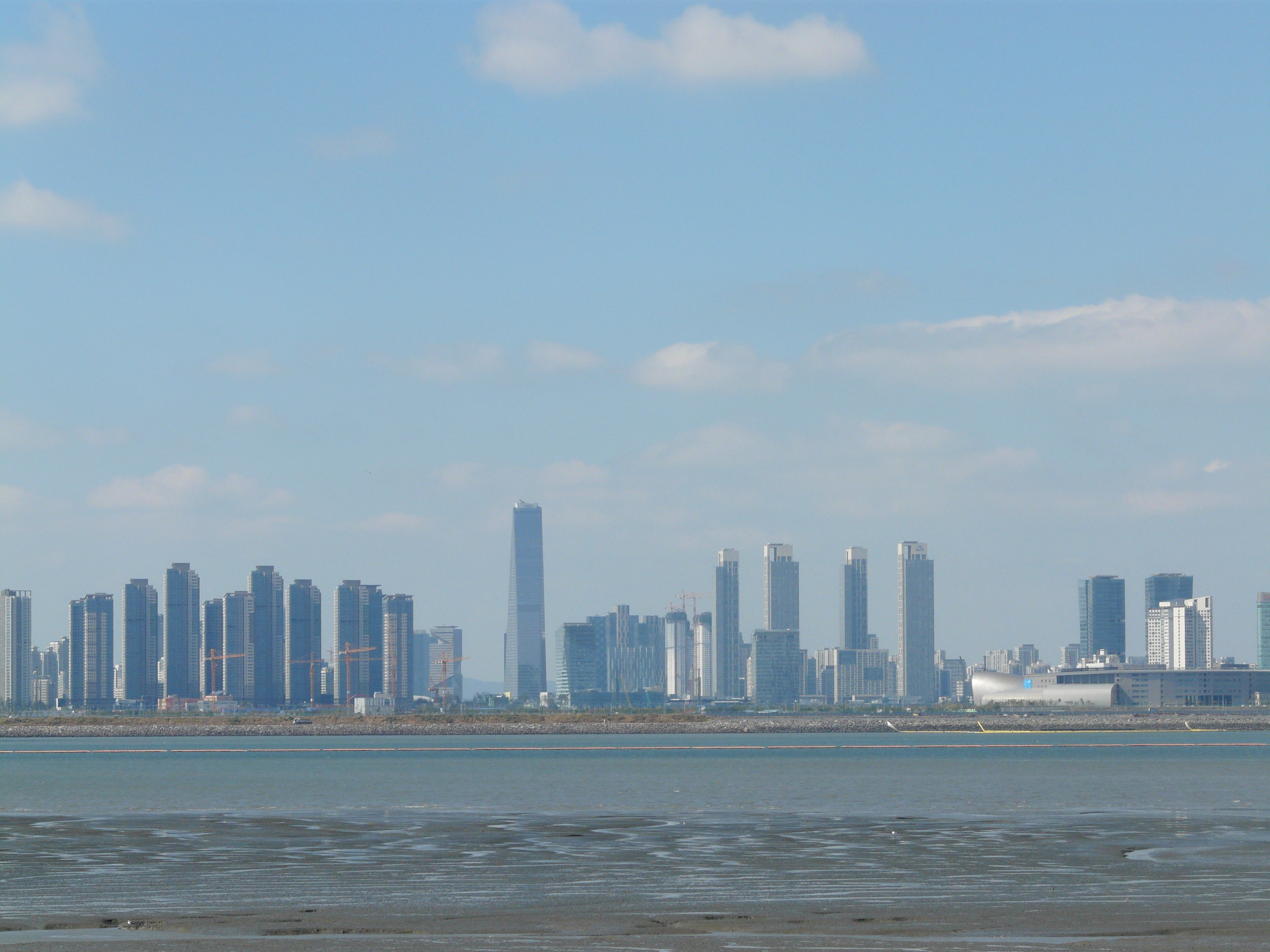
오이도에서 바라본 송도국제도시

## 역사
- 선사시대 : 자연부락 생성[1]
- 757년 : 신라 장구군에 편입
- 940년 : 안산군(安山郡)으로 개칭
- 1018년 : 안산현(安山縣)으로 개편
- 조선 초기 : 오질애도(吾叱哀島)로 불리기 시작함
- 성종 때 : 오질이도(吾叱耳島)로 개칭
- 정조 때 : 현재의 이름인 오이도로 개칭
- 1895년 음력 윤5월 1일 : 인천부 안산군으로 개편
- 1896년 8월 4일 : 경기도 안산군 마유면으로 개편
- 일제강점기 : 이 지역의 갯벌에 염전을 설치하며 육지화
- 1914년 4월 1일 : 시흥군 군자면 정왕리에 편입
- 1989년 1월 1일 : 시흥시 정왕동으로 개편

## 지명 유래
지명의 유래는 오이도 가까이 있는 옥구도(鈺玖島)와 옥귀도(鈺貴島)라는 이름을 함께 묶어서 오이도라고 불리게 된 것이 유래가 되었다고 본다.  단순히 한자음을 빌려서 표기를 오이(烏耳)로 한 것이다. 가까이 있는 옥구도와 옥귀도를 함께 오질애섬으로 부르게 된 것이 오질이도가 되었고 줄임말로 오이도가 된 것이다. 오이도(烏耳島)란 한자의 뜻에서 유추한, 섬의 모습이 까마귀의 귀와 비슷하다는 이야기는 잘못된 것이다.

## 지역 특징
- 지금은 바다 위의 섬이 아님에도 불구하고 명칭은 바뀌지 않고 계속 섬으로 불린다.
- 일제강점기의 영향으로 일제가 염전으로 사용했던 갯벌이 있다.
- 일부분에 경사가 심한 암반 부분이 있다.
- 바닷가 및 갯벌 주변에는 생선회 및 조개구이집들이 밀집해 있는 등 오이도 해양단지로 조성되었다.
- 바닷가 철책선을 따라 산책로가 갖추어져 있다.
- 시화방조제가 대부도와 이어져 있다.
- 안말, 살막, 신포동, 고주리, 배다리, 소래벌, 칠호, 뒷살막 등의 자연부락이 있었으나 시화지구 개발로 1988년부터 2000년 사이에 모두 사라졌다.

## 교통
- 오이도역 (● 수도권 전철 4호선, ● 수도권 전철 수인·분당선)과는 멀리 떨어져 있어서 30-2번 시내버스나 11-C(주말한정운행)따복버스를 이용하여 이동하여야 한다.

## 같이 보기
- 시흥 오이도 유적 - 사적 제441호